# 昆西站 (芝加哥地鐵)
昆西站（英語：Quincy station）是芝加哥地鐵一個地鐵站，位於芝加哥迴圈內。車站位於昆西街和威爾斯街交界上方。車站在1897年啟用，是芝加哥地鐵現存最老的車站之一。

## 歷史
昆西站在1897年10月3日啟用，多年來都保留了起初外圍的樣貌，並獲美國建築師學會視為「伊利諾伊州150個偉大的地方」之一。車站位於迴圈南部金融區，是距離韋萊集團大廈最近的地鐵站，大廈位於地鐵站以西一個街區。此站距離美鐵和芝加哥通勤鐵路使用的聯合車站亦十分接近，位於地鐵站以西三個街區，但芝加哥地鐵藍線克林頓站更接近。
昆西站是高架車站，位於阿當斯街和傑克遜林蔭路之間的昆西街。車站設有兩個側式月台和車站大廳，一個位於西面服務外迴圈，一個位於東面服務內迴圈。月台層設有驗票閘門。車站曾經設有轉乘天橋，但在1980年代拆除。這意味著不額外付費或要求職員協助下將不可能轉乘反方向列車。內迴圈月台設有輔助出口前往阿當斯街和傑克遜街，外迴圈則只有阿當斯街。兩個月台都設有輔助出口到夾層，都使用全高式轉動閘門。兩個月台有效長度為8節，是芝加哥地鐵最長的。
一個翻新工程在2016年展開，並在2018年12月完工。翻新工程在此站加設了兩部新的升降機，以便無障礙通行，並加設了新樓梯和新照明。工程期間車站照常運作。

## 外部連結
- Historic American Engineering Record (HAER) No. IL-1-A, "Union Elevated Railroad, Quincy Street Station"
- Quincy/Wells Station Page （页面存档备份，存于） at Chicago-'L'.org

Template:CTA web
- Adams Street entrance from Google Maps Street View （页面存档备份，存于）
- Quincy Street entrance from Google Maps Street View （页面存档备份，存于）
- Jackson Boulevard entrance from Google Maps Street View （页面存档备份，存于）